# Второе имя (Восточная Азия)
Второе имя в странах Восточной Азии — имя, даваемое в древности при вступлении человека в брачный возраст (юношам в возрасте 20 лет, а девушкам — в возрасте 15-20 лет), когда он или она становятся полноправным членом рода.
Под этим именем человек был известен в миру среди родственников, друзей, учителей. Второе имя могло в отдельных случаях меняться.

## Краткие сведения
В Китае с древних времён существовал обычай, согласно которому после того, как мужчина достигал зрелости, для других людей того же возраста считалось непочтительным обращаться к нему по первому имени — 名 мин. Таким образом, имя, данное при рождении, использовалось только самим человеком или его старшими родственниками, тогда как второе имя (цзы) использовалось взрослыми сверстниками для обращения друг к другу при общении или на письме.
Сыну [в] двадцать лет надевают шапку и дают имя-цзы. Перед отцом сын [называет себя по] имени-мин. Перед правителем подданный [называет себя по] имени-мин. Дочери [при] помолвке закалывают шпильку и дают имя-цзы
Цзы, по большей части, двусложное имя, то есть состоит из двух иероглифов, и обычно основывается на мин или имени, данном при рождении. Янь Чжитуй (кит. 顏之推), живший во времена Династии Северная Ци, полагал, что если целью имени, данного при рождении, было отличать одного человека от другого, то целью второго имени было обозначить нравственную состоятельность человека, наделённого этим именем.
Связь, которая часто существует между вторым именем человека и именем, данным ему при рождении, можно увидеть в случае с именем Мао Цзэдуна (кит. 毛澤東), чьё второе имя было Жуньчжи (кит. 潤之). У этих двух иероглифов одинаковый корень — 氵 со значением «вода». Оба иероглифа могут переводиться как «приносить пользу» или «питать».
Другой способ формирования второго имени — использование омофонического иероглифа 子 (цзы) — вежливое обращение к мужчине — как первый иероглиф двусложного zì. Таким образом, например, вторым именем Гунсунь Цяо было Цзычань (кит. 子產), а поэта Ду Фу — Цзымэй (кит. 子美).
Также часто в составе второго имени первый иероглиф обозначал порядок рождения мальчика в его семье. Так, Конфуцию, чьё настоящее имя Кун-Цю (Kǒng Qiū, 孔丘), было дано второе имя Чжунни (Zhòngní 仲尼), где первый иероглиф 仲 (Чжун) показывает то, что он был средним (вторым) сыном в своей семье. Иероглифы, которые чаще всего используются в таких случаях: Бо (bó 伯) — для первого ребёнка, Чжун (zhòng 仲) — для второго, Шу (shū 叔) — для третьего, Цзи (jì 季) — обычно для всех младших, если в семье больше, чем три сына.
Использование второго имени началось приблизительно во времена династии Шан и постепенно превратилось в систему, которая стала очень распространённой уже в начале династии Чжоу. В то время женщинам также давалось второе имя. Такое имя, данное женщине, как правило, состоит из иероглифа, показывающего порядок рождения среди сестёр и её фамилию. Например, Мэн Цзян (Mèng Jiāng 孟姜) была старшей дочерью в роду Цзян (Jiāng).
В современном китайском обществе данная традиция уже не является общепринятой: традиция их использования постепенно стала исчезать со времён Движения 4 Мая (1919).
До XX века к корейцам, японцам и вьетнамцам также обращались по вторым именам.
Вторые имена некоторых известных людей:
|                   | Фамилия      | Личное имя    | Второе имя     |
| ----------------- | ------------ | ------------- | -------------- |
| Лаоцзы 老子       | Ли (李)      | Эр (耳)       | Бо Ян (伯陽)   |
| Конфуций 孔子     | Кун (孔)     | Цю 丘         | Чжунни (仲尼)  |
| Цао Цао 曹操      | Цао (曹)     | Цао (操)      | Мэндэ (孟德)   |
| Лю Бэй 劉備       | Лю (劉)      | Бэй (備)      | Сюаньдэ (玄德) |
| Сыма И 司馬懿     | Сыма (司馬)  | И (懿)        | Чжунда (仲達)  |
| Чжугэ Лян 諸葛亮  | Чжугэ (諸葛) | Лян (亮)      | Кунмин (孔明)  |
| Ли Бо 李白        | Ли (李)      | Бай (Бо) (白) | Тайбай (太白)  |
| Сунь Ятсен 孫逸仙 | Сунь (孫)    | Вэнь (文)     | Дэмин (德明)   |
| Мао Цзэдун 毛澤東 | Мао (毛)     | Цзэдун (澤東) | Жуньчжи (潤之) |
| Юэ Фэй 岳飛       | Юэ (岳)      | Фэй (飛)      | Пэнцзюй (鵬舉) |